# Scotognapha atomaria
Scotognapha atomaria är en spindelart som beskrevs av Raymond Comte de Dalmas 1920. Scotognapha atomaria ingår i släktet Scotognapha och familjen plattbuksspindlar.
Artens utbredningsområde är Kanarieöarna. Inga underarter finns listade i Catalogue of Life.